# Чижево (Одесская область)
Чижево (укр. Чижове) — село, относится к Березовскому району Одесской области Украины.
Население по переписи 2001 года составляло 472 человека. Почтовый индекс — 67315. Телефонный код — 4856. Занимает площадь 1,25 км². Код КОАТУУ — 5121282005.

## Местный совет
67313, Одесская обл., Березовский р-н, с. Заводовка, ул. Ленина, 34а

## История
В 1946 г. Указом ПВС УССР село Бернадовка переименовано в Чижевку.